# Хуго I фон Близкастел-Люневил
Хуго I фон Близкастел-Люневил (на немски: Hugo I von Blieskastel; Luneville; * пр. 1186; † 1220) от фамилията на графовете на Близкастел в Саарланд е граф на Люневил (1171 – 1220) в Гранд Ест, от 15 век в Херцогство Лотарингия. Прародител е на „графовете фон Лютцелщайн“.

## Произход
Той е син на Фолмар I фон Близкастел († сл. 1178/1179), граф на Близкастел в Саарланд, и съпругата му графиня Клеменция фон Мец († сл. 1179), дъщеря на граф Фолмар V фон Мец-Хомбург († 1145) и графиня Мехтилд фон Егисхайм-Дагсбург († 1157), дъщеря на графиня Ермезинда I Люксембургска († 1143). Брат е на Фолмар II фон Близкастел († пр. 1223), и на Хайнрих фон Близкастел († 1196), епископ на Вердюн (1180 – 1186).
Графовете на Близкастел измират през 1237 г. Хуго I наследява дядо си граф Фолмар III де Люневил († 1075) и леля му Клеменция, дъщеря на Фолмар V.

## Фамилия
Хуго I фон Близкастел-Люневил се жени за Кунигунда фон Кирбург, дъщеря на вилдграф и граф Конрад I фон Кирбург († сл. 1170) и Матилда де Бар (* ок. 1127) (Дом Скарпон), дъщеря на граф Райналд I фон Бар, Мусон, Бри, Вердюн († 1149) и Гизела от Водемон († 1127). Те имат четири сина:
- Хуго II фон Люневил-Лютцелщайн (* пр. 1212; † сл. 1244/1247), граф на Люневил (1220 – 1243) и Лютцелщайн, женен I. за неизвестна по име, II. за Жоате/Юдит от Лотарингия († сл. 1246), баща на Хуго III фон Лютцелщайн († сл. 1280/1283)
- Конрад фон Люневил-Ристе (* пр. 1212; † 15 май 1255/23 април 1256), господар на Ристе, женен I. пр. 1261 г. за Агнес фон Малберг-Финстинген, II. за София († 24 септември пр. 1285)
- Фолмар фон Ристе († сл. 1220)
- Хенри фон Ристе? († сл. 1240)